# Берников, Михаил Михайлович
Михаил Михайлович Бе́рников (1915—1963) — летчик-штурмовик, майор, Герой Советского Союза. Участник Великой Отечественной войны с июня 1942 года.

## Биография
Родился в 1915 году в Омске Акмолинской области.
В 1929 году его семья вступила в колхоз «Опыт» Серебряковского сельсовета Ульяновского района. Зимой учился, летом работал в колхозе. В 1931 году окончил 7 классов 3-й железнодорожной школы и стал учиться при паровозо-вагоноремонтном заводе в школе ФЗУ. После её окончания в 1933 году работал токарем по металлу.
Огромное желание летать привело в Омский аэроклуб, где без отрыва от производства окончил школу пилотов и школу инструкторов-парашютистов. В 1937 году Берникова призвали на действительную службу в Красную Армию. Учился в тренировочном отряде авиабригады. В 1940 году окончил Новосибирскую военно-авиационную школу пилотов. Участвовал в боевых действиях на Ленинградском, Калининском, Воронежском, 1-м и 2-м Украинских фронтах. Был командиром звена, командиром эскадрильи. Член ВКП(б)/КПСС с 1940 года.
Командир эскадрильи 809-го штурмового авиационного полка (5-я воздушная армия 2-го Украинского фронта) майор Берников к концу войны совершил 97 боевых вылетов, уничтожил 15 танков, 2 самолета, более 40 автомобилей, 15 артиллерийских орудий, много другой техники и живой силы противника.
В 1952 году окончил Высшие летно-тактические курсы, до 1957 года — служил в ВВС СССР.
С 1957 года подполковник М. М. Берников — в запасе. Жил в г. Запорожье, работал на заводе «Запорожсталь» старшим бригадиром цеха. Принимал активное участие в общественной жизни.
Из партийной характеристики:

«…За время своей работы с января 1959 года до февраля 1963 года Михаил Михайлович Берников показал себя трудолюбивым работником. Для повышения квалификации он учился на курсах мастеров. Деловитость, скромность, умение руководить людьми и работать в коллективе — основные качества, которыми обладает Михаил Михайлович Берников. Принимает активное участие в общественной жизни. Член партийного бюро цеха, депутат Орджоникидзевского райсовета, выступает с докладами и лекциями перед трудящимися…»

Скоропостижно умер 12 марта 1963 года, похоронен в Запорожье.

## Память
- Именем Берникова названа улица в Омске[2].
- На здании Профессионального училища № 2 Омска установлена мемориальная доска.
- Имя Берникова носили пионерские дружины Омска, существовали уголки славы в пионерских комнатах в память о нём[1].

## Награды
- Указом Президиума Верховного Совета СССР 15 мая 1946 года за мужество и отвагу в бою, за вождение в бой групп и обеспечение в воздухе операции по форсированию Днепра и расширение наших плацдармов на его правобережье, а также взятие г. Киева командиру авиаэскадрильи Михаилу Михайловичу Берникову было присвоено звание Героя Советского Союза.
- Награждён орденом Ленина, тремя орденами Красного Знамени, орденами Богдана Хмельницкого 3 степени, Александра Невского, Отечественной войны 2 степени и Красной Звезды, а также медалями.